# Bandidos Films
Bandidos Films es una casa productora mexicana de películas asociada a la AMPI (Asociación Mexicana de Productores Independientes) con sede en la Ciudad de México.

## Producciones
Bandidos Films se ha caracterizado principalmente por su pentalogía de películas sobre la tiranía del gobierno y la pobreza en México, la cual se inicia en 1999 con La ley de Herodes y finaliza en 2023 con ¡Que viva México!, todas protagonizadas por Damián Alcázar y dirigidas por Luis Estrada. Cabe resaltar que la tetralogía no tiene mayor vínculo interno que la sátira del gobierno.
- En agosto de 1991, se estrena la película Bandidos en coproducción con Estudios Churubusco Azteca S.A y protagonizada por Eduardo Toussaint y Jorge Poza.

- En el año 1994, la productora vuelve con su película Ámbar, protagonizada por Jorge Russek como Corbett. La película trata sobre un viaje que va más allá de las certezas de la realidad para revelar un mundo asombroso que finalmente solo es gobernado imaginación.

- En 1998, estrena la película Luces de la noche.

- Un año después, en 1999, lanza la primera película de la pentalogía, que sería la más polémica en México, La ley de Herodes,[1] que se caracterizó por contener humor negro sobre la política y la pobreza del país. Protagonizada por Damián Alcázar, Pedro Armendáriz Jr. y Salvador Sánchez (como Pek).

- En el 2006, se estrena la secuela titulada Un Mundo Maravilloso, igualmente protagonizada por Damián Alcázar. La película muestra las realidades socioeconómicas y políticas de México.[2]

- La película más polémica[3] fue estrenada en 2010 con motivo del Bicentenario de México, El infierno.[4] Una película de Luis Estrada y protagonizada por Damián Alcázar, Joaquín Cosío (como el Cochiloco) y Ernesto Gómez Cruz (como Don José). La película comienza con el Benny (Damián Alcázar) siendo deportado de los Estados Unidos, ahora sin dinero y sin trabajo se encuentra con su viejo amigo, el Cochiloco, quien lo arrastra al mundo del narcotráfico.

- En 2014, se estrena la película La dictadura perfecta.
- En 2023, se estrena la película ¡Que Viva México!